# Тушин
Тушин (пољ. Tuszyn) град је у Пољској у Војводству лођском. По подацима из 2012. године број становника у месту је био 7306.

## Становништво
| 2012. |
| ----- |
| 7.306 |